# Quy ước viết mã nguồn
Quy ước viết mã nguồn cho lập trình viên là quan trọng trong quá trình lập trình với nhiều lý do:
- 80% chu kỳ sống của phần mềm là bảo trì,[cần dẫn nguồn]
- Mã nguồn khó đọc chỉ có thể được bảo trì bởi chính người viết ra nó,
- Quy ước viết mã nguồn tăng khả năng dễ đọc cho phần mềm, cho phép những lập trình viên khác nhanh chóng tiếp cận mã nguốn khi nó được tính hợp trên nhiều module khác nhau.